# پنیر کوتاژ

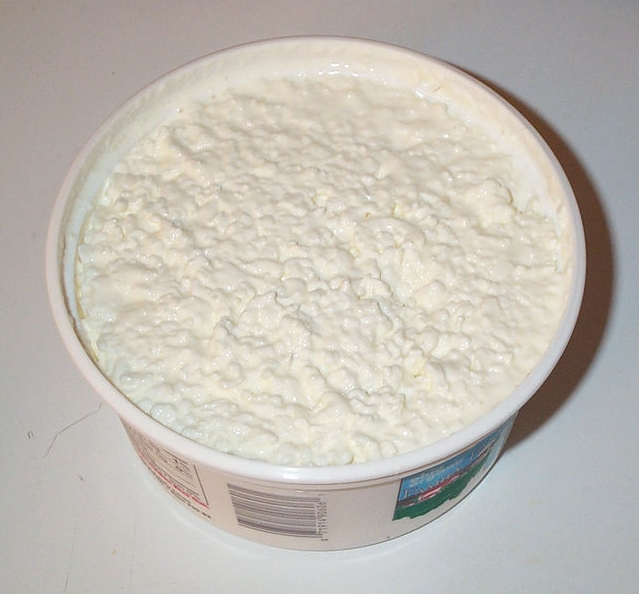
پنیر کلبه

پَنیر کُلبه گونه‌ای پنیر نرم است که از شیر پس‌چرخ تهیه شود. نام کلبه به این دلیل به پنیر اطلاق شده است که اول بار آن را در کلبه‌ای روستایی تولید کردند.

## موارد استفاده
پنیر کاتیج اغلب در سالاد و به‌عنوان تزیین روی نان ترد استفاده می‌شود. آن را به‌آسانی می‌توان در خانه تهیه کرد و یک راه خوب استفاده از شیر مازاد است. پنیر کاتیج در بسیاری از روش‌ها، جایگزین خوبی برای پنیر ریکوتا است به دلیل آن‌که چربی این پنیر بسیار پایین است.